# Arcyptera ecarinata
Arcyptera ecarinata är en insektsart som beskrevs av Sjöstedt 1933. Arcyptera ecarinata ingår i släktet Arcyptera och familjen gräshoppor. Inga underarter finns listade i Catalogue of Life.